# Raymond Ice Ridge
Raymond Ice Ridge är en bergstopp i Antarktis. Den ligger i Västantarktis. Inget land gör anspråk på området. Toppen på Raymond Ice Ridge är 613 meter över havet.
Terrängen runt Raymond Ice Ridge är mycket platt, och sluttar västerut. Trakten är obefolkad. Det finns inga samhällen i närheten.